# Hòa giải và hòa hợp dân tộc ở Việt Nam

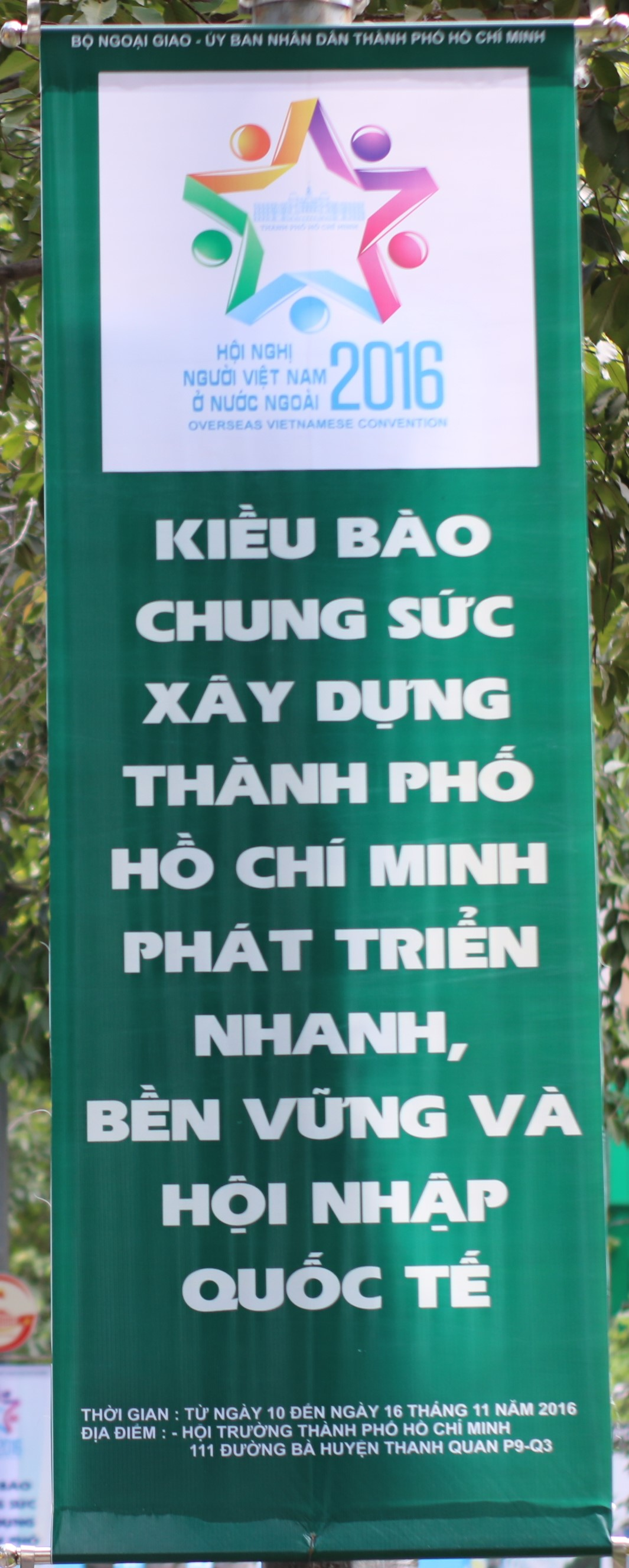
Biểu ngữ kêu gọi người Việt Nam ở nước ngoài tham gia xây dựng đất nước

Hòa giải và hòa hợp dân tộc ở Việt Nam là một khái niệm để chỉ sự hòa giải những mâu thuẫn hiện đại trong nội bộ người Việt phát sinh từ những năm 1920 đến nay. Hòa giải và hòa hợp dân tộc từng được nhắc đến trong Hiệp định Paris 1973, sau đó thì được những người cộng sản và lực lượng thứ ba theo đuổi nhưng thất bại vì Chính phủ Việt Nam Cộng hoà cự tuyệt việc thực thi hiệp định này bằng cách cản trở thành lập Hội đồng Quốc gia Hòa giải và Hòa hợp Dân tộc cũng như từ chối thành lập Chính phủ liên hiệp ba thành phần theo Hiệp định Paris. Sau năm 1975, những người từng phục vụ chế độ Việt Nam Cộng hòa buộc phải bị đi học tập cải tạo, số khác phải đi lưu vong. Họ và con cháu họ vẫn bị nhà nước Việt Nam phân biệt đối xử đến nay.
Hiện nay thì Hòa giải và hòa hợp dân tộc được rất nhiều người Việt Nam đang sống trong hoặc ngoài Việt Nam đề cập đến trong bối cảnh Việt Nam có đang phát triển về kinh tế, văn hóa, xã hội; mối quan hệ với Hoa Kỳ ngày càng phát triển về mọi mặt; tình hình chính trị thế giới thay đổi; chính phủ sở tại đang thực hiện các cải cách trên nhiều lĩnh vực từ cuối năm 1986 (nhất là sau sự sụp đổ của khối xã hội chủ nghĩa) và nhất là trình độ dân trí ngày càng cao, đồng thời đây cũng là cách để thu hút các nguồn lực của người Việt ở nước ngoài để phát triển đất nước Việt Nam.

## Nguyên nhân mâu thuẫn
Ngay từ những năm 1920, với sự lan truyền của chủ nghĩa tự do và chủ nghĩa cộng sản vào Việt Nam, những người Việt yêu nước đã bắt đầu có sự khác biệt về ý thức hệ và đường lối cai trị đất nước sau khi độc lập. Một số người đi theo cộng sản như Hồ Chí Minh, có người muốn đi theo chủ nghĩa bảo hoàng hoặc cải cách đất nước theo mô hình phương Tây như Phan Châu Trinh, Phan Bội Châu, Ngô Đình Diệm, Cường Để, Duy Tân... Điểm chung là họ đều theo chủ nghĩa yêu nước và có tinh thần dân tộc nhưng mâu thuẫn trong phương pháp và quan điểm khiến cho sự thống nhất trong tư duy và hành động không cao, gây tổn thất và chia rẽ cho phong trào dân tộc và yêu nước Việt Nam dù họ đều muốn giành độc lập – tự do cho Việt Nam và công nghiệp hóa, hiện đại hóa đất nước.
Năm 1945 các đảng phái có ý thức hệ khác nhau bắt đầu đấu tranh với nhau. Việt Minh thực hiện Cách mạng tháng 8 và thành lập nước Việt Nam Dân chủ Cộng hòa. Các đảng phái quốc gia sau một thời gian ngắn tham gia chính thể này đã rời bỏ chính phủ thành lập Quốc gia Việt Nam. Chiến tranh Đông Dương nổ ra giữa Việt Nam Dân chủ Cộng hòa do Liên Xô và Trung Quốc ủng hộ chống lại liên minh chống cộng là Pháp và Quốc gia Việt Nam do Mỹ ủng hộ (1949-1954).
Bắt đầu từ năm 1954, Hiệp định Genève được ký kết, lấy vĩ tuyến 17° bắc, dọc sông Bến Hải, thuộc tỉnh Quảng Trị, làm phân định giới tuyến quân sự Bắc – Nam tạm thời cho Việt Nam, chuẩn bị cho cuộc tổng tuyển cử vào năm 1956. Cũng từ đó, vĩ tuyến 17 thành nơi chia cắt Việt Nam thành hai khu tập kết quân sự trong suốt gần 22 năm xảy ra Chiến tranh Việt Nam cho tới năm 1976.
Các chính sách chính trị, kinh tế, văn hóa, xã hội... khác nhau của các Nhà nước như Đế quốc Việt Nam, Việt Nam Dân chủ Cộng hòa, Cộng hòa Tự trị Nam Kỳ, Quốc gia Việt Nam, Việt Nam Cộng hòa, Cộng hòa Miền Nam Việt Nam, Cộng hòa xã hội chủ nghĩa Việt Nam; các chính sách chiến tranh (Da vàng hóa chiến tranh của Pháp, Việt Nam hóa chiến tranh của Mỹ) gây thiệt hại cho các tầng lớp dân cư và các xung đột ý thức hệ do chịu ảnh hưởng từ bên ngoài góp phần tạo ra mâu thuẫn và gây chia rẽ lớn trong lòng xã hội Việt Nam.

## Lịch sử mâu thuẫn
Từ những năm 1920 thì các phong trào giải phóng dân tộc dù có chung mục tiêu đánh đuổi người Pháp nhưng có xung đột về ý thức hệ giữa những người cánh hữu và cánh tả cũng như giữa những người quốc gia (bao gồm những người chống cộng) và những người cộng sản, dù vậy thì đảng Cộng sản Đông Dương và các đảng phái Quốc gia khác tuy có ý thức hệ khác nhau nhưng vẫn có chung nền tảng giáo dục, thường xuyên hợp tác vì lợi ích chung, đôi khi có cả cùng quan hệ huyết thống hoặc hôn nhân. Họ có kẻ thù chung là Pháp vì tất cả đều muốn đánh đuổi thực dân Pháp để hoàn toàn giành lấy sự độc lập, tự do và hạnh phúc cho Việt Nam. Thái độ của các đảng phái với nhà Nguyễn cũng khác nhau, một số muốn xóa bỏ chế độ quân chủ để thành lập nền cộng hòa, một số muốn cải cách nhà Nguyễn thành chế độ quân chủ lập hiến. Trong giai đoạn 1924 – 1927, ở miền Nam Trung Quốc, các nhóm người Việt chống thực dân Pháp đa dạng tương tác với nhau, với cả người Trung Quốc, Triều Tiên và với các dân tộc khác. Từ năm 1941 đến 1944 ở miền nam Trung Quốc, Đảng Cộng sản Đông Dương, Việt Nam Quốc Dân Đảng (Việt Quốc) và Việt Nam Cách mệnh Đồng minh Hội cùng tham gia vào mặt trận chống Nhật, đôi khi tố giác nhau với chính quyền Trung Quốc, nhưng không bắt cóc hoặc ám sát lẫn nhau. Chính sự cạnh tranh để kết nạp thành viên, thu nhận viện trợ cũng như sự bảo trợ của người Trung Quốc, hơn là sự khác biệt về ý thức hệ, mới là nguyên nhân khiến căng thẳng giữa các tổ chức lưu vong gia tăng. Trong nước, Đảng Cộng sản Đông Dương cũng từng hợp tác với những người Trotskyist, một nhóm cực tả khác, tại Nam Kỳ trong giai đoạn 1933-1937.
Ngay sau khi thành lập, Chính phủ Cách mạng Lâm thời ban hành các sắc lệnh giải tán một số đảng phái, với lý do các đảng này "tư thông với ngoại quốc", làm "phương hại đến nền độc lập Việt Nam và nền kinh tế Việt Nam" (như Việt Nam Quốc xã, Đại Việt Quốc dân đảng...) nhằm kịp thời trừng trị "bọn phản cách mạng, bảo vệ chính quyền non trẻ, đồng thời "giáo dục ý thức về tinh thần cảnh giác" cho nhân dân. Cùng với đó là giải tán các nghiệp đoàn để kiểm soát nền kinh tế, thống nhất các tổ chức thanh niên (vào Đoàn Thanh niên Cứu quốc Việt Nam).
Việt Nam Quốc dân Đảng và Đại Việt Quốc dân đảng đã tổ chức các đội vũ trang như "Thần lôi đoàn", "Thiết huyết đoàn", "Hùm xám"... thực hiện các vụ cướp có vũ trang, bắt cóc, tống tiền, tổ chức ám sát những người theo Việt Minh và cả những người trung lập như ông Ba Viên (Ba Viên bị Quốc dân Đảng nghi ngờ là gián điệp của Pháp, sau khi gặp Hồ Chí Minh, Ba Viên quay về Hà Giang, bắt giữ và hành quyết một số đảng viên Việt Nam Quốc dân Đảng) rồi tuyên truyền đổ lỗi cho Việt Minh đã không đảm bảo được an ninh trật tự ở Hà nội và một số đô thị ở Bắc Bộ. Theo David G. Marr, đó là một thời kỳ đầy hận thù, phản bội và giết chóc. Để củng cố đoàn kết dân tộc, chính quyền Hồ Chí Minh đã cho phép các đảng phái đối lập được tham gia Quốc hội bất chấp những đảng này trước đó đã tẩy chay Tổng tuyển cử toàn quốc năm 1946 vì họ cho rằng cuộc bầu cử này không công bằng. Chính phủ Liên hiệp Kháng chiến được thành lập nhằm tạo khối đại đoàn kết, hòa hợp dân tộc giữa các đảng phái. Việc các thành viên Việt Quốc và Việt Cách rời bỏ chính phủ, lưu vong sang Trung Quốc đã đánh dấu chấm hết cho thời kỳ hợp tác giữa Việt Minh và các đảng phái quốc gia tại miền Bắc, trong công cuộc "kháng chiến kiến quốc" mà Chính phủ Liên hiệp Kháng chiến là biểu tượng. Cho tới tháng 8 năm 1946, các đảng phái đối lập, ngoại trừ Giáo hội Công giáo, đều bị phá vỡ, vô hiệu hóa, hoặc buộc phải lưu vong.
Năm 1946, sau khi Pháp đưa quân vào Việt Nam nhằm tái chiếm thuộc địa, Chiến tranh Đông Dương (1946-1954) bùng nổ vào ngày 19 tháng 12 năm 1946. Vệ quốc đoàn, quân đội của Việt Nam Dân chủ Cộng hòa do Việt Minh kiểm soát, cùng nhiều lực lượng quân sự khác của các đảng phái quốc gia, các giáo phái cùng chống Pháp. Ở miền Bắc, các lực lượng quân sự của Đại Việt Quốc dân Đảng và Việt Nam Quốc dân Đảng liên kết với Trung Hoa Dân quốc để chống Pháp và chống Việt Minh. Ở miền Nam, lực lượng vũ trang Cao Đài, Hòa Hảo, Bình Xuyên hợp tác với lực lượng Việt Minh chống Pháp nhưng các lực lượng này bất đồng với Việt Minh. Sự bất đồng sau đó biến thành xung đột vũ trang. Sau sự kiện giáo chủ Hòa Hảo Huỳnh Phú Sổ mất tích, Hòa Hảo cho rằng ông bị Việt Minh thủ tiêu, các giáo phái chấm dứt hợp tác với Việt Minh, quay sang hợp tác với Chính phủ Cộng hòa Tự trị Nam Kỳ chống Việt Minh. Chính phủ Pháp đàm phán với cựu hoàng Bảo Đại được Mặt trận Thống nhất Quốc gia Liên hiệp, gồm các đảng phái quốc gia và các giáo phái, ủng hộ. Ngày 14 tháng 6 năm 1949 Quốc gia Việt Nam được thành lập. Theo Hiệp ước Élysée (1949), Pháp công nhận Quốc gia Việt Nam là một nước độc lập thuộc Liên hiệp Pháp, nhưng Pháp vẫn giữ quyền đại diện về ngoại giao và kiểm soát kinh tế. Quân đội Quốc gia Việt Nam phối hợp với quân đội Pháp chống lại Việt Minh.
Năm 1954, Pháp đã ký Hiệp định Genève, 1954 với Việt Nam Dân chủ Cộng hòa chấm dứt cuộc chiến của Pháp tại Việt Nam. Chiến tranh Đông Dương kết thúc. Quân đội Nhân dân Việt Nam tập kết về miền Bắc Việt Nam. Quân đội Liên hiệp Pháp và Quân đội Quốc gia Việt Nam tập kết về miền Nam Việt Nam, sau đó Pháp rút quân về nước. Vĩ tuyến 17 trở thành ranh giới tạm thời chia cắt Việt Nam thành hai vùng tập kết quân sự từ năm 1954 và chỉ kết thúc khi hai miền Nam-Bắc tổng tuyển cử rồi thống nhất thành một nước vào năm 1976.
Quốc gia Việt Nam ở miền Nam Việt Nam từ chối việc ký Hiệp định Genève và từ chối tổ chức tổng tuyển cử thống nhất Việt Nam theo Tuyên bố cuối cùng của Hội nghị Genève với lý do "nghi ngờ về việc có thể đảm bảo những điều kiện của cuộc bầu cử tự do ở miền Bắc". Có ý kiến cho rằng, do Quốc gia Việt Nam vẫn được đại diện bởi Pháp nên Quốc gia Việt Nam vẫn phải thực hiện các điều khoản mà Pháp tham gia hoặc không phản đối. Trong khi đó, Việt Nam Dân chủ Cộng hòa cũng vẫn nỗ lực mạnh mẽ để tổ chức được cuộc Tổng tuyển cử. Sau thủ thuật trong Cuộc trưng cầu dân ý miền Nam Việt Nam, 1955, Thủ tướng Quốc gia Việt Nam Ngô Đình Diệm truất phế quốc trưởng Bảo Đại để lên nắm quyền trở thành Quốc trưởng Quốc gia Việt Nam. Ngô Đình Diệm chủ trương chống lại cộng sản, thực dân và phong kiến mà ông coi là các thế lực cần phải bị loại trừ.. Hoa Kỳ cho rằng, Ngô Đình Diệm không có khả năng chiến thắng khi tham gia Tổng tuyển cử với miền Bắc. Việt Nam Cộng hòa được thành lập thay thế Quốc gia Việt Nam dưới sự lãnh đạo của Ngô Đình Diệm và Đảng Cần lao Nhân vị.
Ngô Đình Diệm và Chính phủ Việt Nam Cộng hòa thi hành chính sách tố Cộng diệt Cộng để bắt giam và tàn sát một cách có hệ thống những người cộng sản miền Nam và đàn áp những người chống đối chính quyền Ngô Đình Diệm. Việt Nam Cộng hòa xem việc đàn áp cộng sản là để tránh cho miền Nam Việt Nam rơi vào tay cộng sản mà họ xem là một thảm họa và từ đó họ sẽ tiến ra miền Bắc thống nhất đất nước. Những người cộng sản đáp trả bằng cách ám sát các viên chức Việt Nam Cộng hòa, hợp tác với các giáo phái chống chính quyền Việt Nam Cộng hòa và cuối cùng là khởi nghĩa vũ trang. Năm 1960, họ thành lập Mặt trận Dân tộc Giải phóng Miền Nam Việt Nam và sau đó là Quân Giải phóng miền Nam Việt Nam và Chính phủ Cách mạng lâm thời Cộng hòa Miền Nam Việt Nam để đấu tranh vũ trang chống Việt Nam Cộng hòa cũng như đòi thống nhất đất nước. Theo Cao Xuân Vỹ, một người rất thân cận với Ngô Đình Nhu, năm 1963, ông và Ngô Đình Diệm bắt đầu tìm cách đàm phán với bên Việt Nam Dân chủ Cộng hòa ở miền Bắc về hòa bình và tái thống nhất bằng cách ngưng chiến và tổng tuyển cử với những điều kiện công bằng nhưng cuối cùng thì hai anh em họ bị ám sát. Chính thể Việt Nam Cộng hoà suy yếu và bị lệ thuộc Mỹ sau khi Tổng thống Ngô Đình Diệm bị lật đổ vào ngày 1 tháng 11 năm 1963. Chiến tranh Việt Nam chính thức bước vào giai đoạn mới khi lực lượng chống chính quyền Việt Nam Cộng hòa chuyển hướng từ đấu tranh chính trị sang đấu tranh chính trị kết hợp đấu tranh vũ trang và leo thang sau khi người Mỹ và đồng minh bắt đầu đổ quân vào miền Nam Việt Nam để chiến đấu trực tiếp từ năm 1965. Đồng thời người cộng sản thực hiện cải cách ruộng đất tại miền Bắc Việt Nam, cải tạo công thương nghiệp và xây dựng chủ nghĩa xã hội tại miền Bắc.
Chiến tranh Việt Nam (1955–1975) là cuộc chiến tranh ủy nhiệm giữa một bên là Việt Nam Cộng hòa cùng Hoa Kỳ và một số đồng minh ở miền Nam Việt Nam; một bên là Mặt trận Dân tộc Giải phóng miền Nam Việt Nam, Cộng hòa Miền Nam Việt Nam tại miền Nam Việt Nam do Trung ương Cục miền Nam lãnh đạo, cùng Việt Nam Dân chủ Cộng hòa, do Đảng Lao động Việt Nam lãnh đạo tuyệt đối từ miền Bắc Việt Nam, và được sự viện trợ vũ khí và chuyên gia từ các nước xã hội chủ nghĩa, chủ yếu là Liên Xô và Trung Quốc. Sau Hiệp định Paris năm 1973, Mỹ rút quân khỏi Việt Nam. Hiệp định Paris quy định việc ngừng bắn và thành lập Hội đồng Quốc gia Hòa giải và Hòa hợp Dân tộc cùng chính quyền liên hiệp ba thành phần, nhưng ngay đêm đó quân Việt Nam Cộng hòa đánh vào cảng Cửa Việt, vốn là căn cứ hải quân Việt Nam Cộng hòa bị miền Bắc chiếm năm 1972, khiến quân Giải phóng phản kích lại, chiến tranh tiếp tục. Cuộc chiến này kết thúc với sự kiện 30 tháng 4 năm 1975, khi Tổng thống Dương Văn Minh của Việt Nam Cộng hoà đã tuyên bố đầu hàng vô điều kiện Chính phủ Cách mạng lâm thời Cộng hòa Miền Nam Việt Nam, trao chính quyền lại cho Chính phủ cách mạng lâm thời Cộng hòa Miền Nam Việt Nam ở Thủ đô Sài Gòn.
Việt Nam đã tái thống nhất hoà bình vào năm 1976 bởi Việt Nam Dân chủ Cộng hoà và Cộng hoà Miền Nam Việt Nam dưới tên gọi Cộng hòa Xã hội chủ nghĩa Việt Nam. Chính thể này đi theo con đường chủ nghĩa xã hội Marx-Lenin dưới sự lãnh đạo tuyệt đối của đảng Cộng sản. Tuy nhiên ở miền Nam, số tàn dư của quân đội và chế độ Việt Nam Cộng Hoà tan rã tại chỗ còn khá đông, một số vẫn tiếp tục lẩn trốn và tìm cách chống lại chính quyền mới, thậm chí hoạt động vũ trang nhằm để lật đổ chế độ. Tháng 6/1975, Chính phủ Cộng hòa Miền Nam Việt Nam đã ra thông cáo bắt buộc sĩ quan quân đội và viên chức thuộc chế độ Việt Nam Cộng hòa đi "học tập cải tạo" nhưng không ai trong số này bị xét xử với các tội danh như tội ác chiến tranh, tội ác chống lại loài người nhưng vẫn phải đi học tập cải tạo. Sau học tập cải tạo, những người này đã được phục hồi đầy đủ quyền công dân trên danh nghĩa tuy nhiên họ và con cháu họ bị kỳ thị và phân biệt đối xử cho đến nay. Sau khi thống nhất đất nước này, người cộng sản cải tạo công thương, thực hiện hợp tác hóa tại nông thôn miền Nam. Việt Nam bước vào thời bao cấp. Gần một triệu  thuyền nhân Việt Nam vượt biên bằng đường biển, hàng trăm ngàn người khác rời khỏi đất nước bằng đường bộ tạo ra một cuộc khủng hoảng nhân đạo lớn. Đại tá Bùi Tín, từng là phó tổng biên tập Báo Nhân dân, người đã rời bỏ Việt Nam đi lưu vong, tuyên bố rằng một trong những lý do khiến ông làm vậy vì ông cho rằng chính phủ Việt Nam đối xử rất tiêu cực và tàn nhẫn với cựu thù.
Căng thẳng ngoại giao với Trung Quốc và các sự kiện liên quan (như vụ việc treo ảnh Mao Trạch Đông và cờ Trung Quốc tại Chợ Lớn) khiến chính quyền Cộng hoà Xã hội chủ nghĩa Việt Nam tập trung vào một đối tượng khác là người gốc Hoa sống tại Việt Nam. Chính phủ đưa ra thời hạn để người gốc Hoa đăng ký nhập tịch Việt Nam, những người gốc Hoa không chịu đăng ký quốc tịch Việt Nam bị mất việc và giảm tiêu chuẩn lương thực, tất cả các tờ báo tiếng Trung Quốc, trường học dành riêng cho người Hoa đã bị đóng cửa trong giai đoạn 1975-1979. Vấn đề Hoa kiều đã được chính phủ Việt Nam xem là một thử thách đối với chủ quyền quốc gia hơn là một vấn đề nội bộ đơn giản trong bối cảnh quan hệ Việt – Trung xấu đi trong khi chính quyền Hà Nội lệ thuộc vào đồng minh Liên Xô và ngày càng công khai xích lại quá gần Liên Xô khiến cho quan hệ hai nước tại thời điểm đó ngày càng xấu đi khiến một loạt các cuộc chiến và xung đột diễn ra dọc biên giới hai nước cho tới cuối năm 1991 khi Liên Xô sắp tan rã thì hai nước mới bình thường hoá quan hệ song phương.
Năm 1965, các cuộc nổi dậy của FULRO thất bại vì bị quân đội Việt Nam Cộng Hòa trấn áp nhưng phong trào này vẫn chưa bị Chính phủ Việt Nam Cộng hoà triệt hạ hẳn. Sau năm 1975, những thành viên FULRO chạy trốn sang Campuchia đã liên kết với Khmer Đỏ để tiến hành chiến tranh du kích chống Chính phủ Việt Nam thống nhất nhưng vẫn bị thất bại trước sự truy quét của lực lượng chức năng và an ninh sở tại ở Việt Nam khiến FULRO bị sụp đổ và tan rã hoàn toàn vào năm 1992.

## Khó khăn
Dù cả 2 đều muốn hòa giải, đoàn kết và ôn hòa; hòa giải hòa hợp vẫn rất khó khăn vì nhiều lý do phức tạp từ cả 2 phía do vấn đề ý thức hệ, quyền lợi.

### Quan điểm của nhà nước Việt Nam
Theo báo Nhân dân, các "phần tử cơ hội" chủ nghĩa thường lợi dụng việc chống phá quá trình hòa hợp dân tộc để có các vị thế trong nền chính trị. Vấn đề là ở đây là họ câu kết với các thế lực nước ngoài để thực hiện mưu đồ của mình. Theo báo Quân đội Nhân dân, việc các cá nhân cực đoan trong xã hội có những hoạt động gây chia rẽ các bên khiến quá trình hòa giải, hòa hợp ở đây trở nên khó khăn hơn nhiều. Quá trình hòa hợp và hòa giải dân tộc còn gặp khó khăn khi các thế lực không có thiện chí với chính quyền Việt Nam kích động chủ nghĩa dân tộc cực đoan, chủ nghĩa dân tộc hẹp hòi, tư tưởng bài ngoại, bảo thủ. Các thế lực này muốn dân tộc Việt Nam lao vào một cuộc chiến "nồi da nấu thịt" như đã diễn ra ở một số nước thông qua việc kích động, dung dưỡng cho quan điểm đề cao lợi ích cục bộ của mỗi dân tộc, chia rẽ tình đoàn kết thống nhất và từ bỏ những lợi ích chung của dân tộc Việt Nam để kích động đồng bào dân tộc ít người tham gia các phong trào ly khai. Mục đích của những người này là chia cắt Việt Nam thành nhiều vùng miền, khu vực tự trị của đồng bào dân tộc thiểu số, phá vỡ sự thống nhất và toàn vẹn lãnh thổ của Việt Nam. Sự chống phá còn đến từ việc tuyệt đối hóa tính biệt lập, đặc thù của mỗi tôn giáo, đề cao tôn giáo mình, phủ nhận hoặc xem thường với thái độ miệt thị các tôn giáo khác và những người không theo tôn giáo; chỉ thấy quyền lợi của tôn giáo mình, chà đạp lên quyền lợi của tôn giáo khác và nuôi dưỡng ngày càng sâu mối hận thù với các dân tộc, tôn giáo khác... Trong lịch sử đấu tranh giành độc lập dân tộc của Việt Nam đã chứng minh, các nước đế quốc có âm mưu thôn tính Việt Nam đã tính toán đến âm mưu lợi dụng vấn đề dân tộc, tôn giáo để tạo dựng tay chân từ bên trong để chống phá nhân dân Việt Nam.
Cũng theo báo Công an Nhân dân, một trong các khó khăn khác là các thế lực không có thiện chí với chính quyền Việt Nam đã lợi dụng, bóp méo lịch sử cũng như lợi dụng lòng hận thù của những người Việt từng tham gia các cuộc chiến xâm lược Việt Nam do nước ngoài thực hiện để chống phá quá trình hòa hợp và hòa giải dân tộc. Một bộ phận người Việt ở nước ngoài vẫn ôm chặt tư duy cũ, chống đối và định kiến về nhà đương cục cầm quyền. Khi nhìn lại thực tế lịch sử, một số thông tin ở nước ngoài do các thế lực không có thiện chí với chính quyền Việt Nam đã bóp méo sự thực, quy chụp rằng do chính quyền trong nước đối xử thậm tệ với những người từng phục vụ cho chính thế Việt Nam Cộng hòa và không hề quan tâm việc hòa giải, hòa hợp dân tộc. Những người này đặt nặng tâm lý "thắng-thua" nên cho rằng người Việt không thể hòa hợp và hòa giải. Đặc biệt, những người không có thiện chí với chế độ chính trị trong nước vu cáo Đảng Cộng sản và chính quyền trong nước đã bỏ rơi kiều bào nước ngoài để phủ nhận việc Đảng Cộng sản luôn coi cộng đồng người Việt ở nước ngoài là một bộ phận không thể tách rời của dân tộc Việt Nam. Những người này còn lập lờ khi cho rằng những người Việt ra nước ngoài do không chấp nhận chế độ chính trị trong nước trong khi phớt lờ thực tế là ngày càng có nhiều kiều bào hồi hương hay về thăm quê. Để tránh để các thế lực không có thiện chí với chính quyền Việt Nam, những người Việt xa xứ nên trở về để trải nghiệm thực tế đang diễn ra trong nước để cùng xoá bỏ mặc cảm, định kiến, phân biệt đối xử do quá khứ hay thành phần giai cấp; xây dựng tinh thần cởi mở, tôn trọng, thông cảm, tin cậy lẫn nhau, cùng hướng tới tương lai.
Về vấn đề đa nguyên, đa đảng, phía chính quyền trong nước cho rằng đa đảng là không cần thiết do lịch sử đã chứng minh, đa đảng không có lợi cho lợi ích quốc gia. Lịch sử Việt Nam đã có thời kỳ đa đảng và khi đất nước bị xâm lược hoặc trong tình trạng khó khăn, các thế lực muốn xâm lược Việt Nam thường lợi dụng tình trạng đa đảng để gây mất đoàn kết nội bộ của Việt Nam, làm nội bộ người Việt Nam chống lại nhau khiến Việt Nam suy yếu, tạo điều kiện cho bên ngoài chứ không chống lại giặc ngoại xâm. Theo báo Nhân dân thì việc thực hiện hòa hợp hòa giải thông qua chuyển đổi thể chế chính trị sang đa nguyên, đa đảng sẽ khiến quá trình này không những không hiệu quả, thậm chí là phản tác dụng khi không có cơ quan thống nhất ý kiến của các bên tham gia, thậm chí việc đa đảng sẽ tạo cơ hội để các thế lực không có thiện cảm với nhân dân Việt Nam lợi dụng sự mâu thuẫn của các đảng trong hòa hợp, hòa giải dân tộc để gây mất độc lập, chủ quyền của Việt Nam, từ đó làm phương hại đến lợi ích của nhân dân Việt Nam. Theo Tạp chí Cộng sản, thể chế nhất nguyên một đảng lãnh đạo ở Việt Nam hoàn toàn không đồng nghĩa với việc mất dân chủ, triệt tiêu dân chủ thậm chí còn vừa phát huy dân chủ, vừa bảo vệ được quyền lợi chính đáng của nhóm nhỏ. Từ đó, quá trình hòa hợp, hòa giải dân tộc không cần sử dụng và không nên sử dụng phương thức đa nguyên, đa đảng. Thực chất luận điểm "đa nguyên chính trị, đa đảng đối lập" là luận điểm mang nặng tính chất mị dân, rất dễ gây nên sự ngộ nhận, nhất là đối với những người có nhận thức hạn chế và quá trình này không những không làm Việt Nam mạnh lên mà còn khiến Việt Nam yếu đi do thực tế trên thế giới đã chứng minh, đa nguyên đa đảng sẽ tạo nhiều cơ hội để nước ngoài can thiệp vào công việc nội bộ hơn là duy trì chế độ một đảng lãnh đạo theo nguyên tắc tập trung dân chủ.

## Hòa giải và hòa hợp

### Chính sách của đảng Cộng sản Việt Nam
Đảng Cộng sản Việt Nam (đảng cầm quyền) cho rằng về cơ bản người Việt ở nước ngoài là những người có tinh thần yêu nước, tự tôn dân tộc, giữ gìn truyền thống văn hóa và hướng về cội nguồn, dòng tộc, gắn bó với gia đình, quê hương. Nhiều người đã có những đóng góp về tinh thần, vật chất và cả xương máu cho sự nghiệp giải phóng dân tộc, thống nhất đất nước. Tuy nhiên, người Việt Nam ở một số nước còn khó khăn trong việc ổn định cuộc sống, chưa được hưởng quy chế rõ ràng, thậm chí ở một số nơi còn bị kỳ thị. Một bộ phận đồng bào do chưa có dịp về thăm đất nước để tận mắt thấy được những thành tựu của công cuộc đổi mới hoặc do thành kiến, mặc cảm, nên chưa hiểu đúng về tình hình đất nước. Một số ít người đi ngược lại lợi ích chung của dân tộc, ra sức chống phá chính quyền Việt Nam, phá hoại mối quan hệ hợp tác giữa nước sở tại với Việt Nam.
Nhà nước Việt Nam luôn luôn coi cộng đồng người Việt Nam ở nước ngoài là một bộ phận không tách rời của cộng đồng dân tộc Việt Nam, đã đề ra nhiều chủ trương, chính sách rộng mở và biện pháp cụ thể nhằm tạo điều kiện ngày càng thuận lợi hơn cho đồng bào về thăm đất nước, người thân, đầu tư, kinh doanh, hợp tác khoa học – công nghệ, hoạt động văn hóa – nghệ thuật.
Ngày 26/3/2004, Bộ Chính trị Ban Chấp hành Trung ương Đảng Cộng sản Việt Nam ra Nghị quyết 36-NQ/TW "Về công tác đối với người Việt Nam ở nước ngoài" có nêu nhận định "Cộng đồng người Việt Nam ở nước ngoài có tiềm lực kinh tế nhất định, có mối quan hệ với nhiều doanh nghiệp, tổ chức kinh tế nước ngoài và quốc tế... Nhiều trí thức có trình độ học vấn và chuyên môn cao; một số người giữ vị trí quan trọng trong các cơ quan, cơ sở nghiên cứu, đào tạo, các công ty và tổ chức quốc tế.". Vì thế "Công tác đối với người Việt Nam ở nước ngoài cần thể hiện đầy đủ truyền thống đại đoàn kết toàn dân tộc. Cơ sở của sự đoàn kết là ý thức dân tộc và lòng yêu nước, niềm tự hào dân tộc và mục tiêu chung của mọi người Việt Nam là giữ vững nền độc lập dân tộc, thống nhất của Tổ quốc, làm cho dân giàu, nước mạnh, xã hội công bằng, dân chủ, văn minh. Xoá bỏ mặc cảm, định kiến, phân biệt đối xử do quá khứ hay thành phần giai cấp; xây dựng tinh thần cởi mở, tôn trọng, thông cảm, tin cậy lẫn nhau, cùng hướng tới tương lai. Mọi người Việt Nam, không phân biệt dân tộc, tôn giáo, nguồn gốc xuất thân, địa vị xã hội, lý do ra nước ngoài, mong muốn góp phần thực hiện mục tiêu trên đều được tập hợp trong khối đại đoàn kết toàn dân tộc."
Nghị quyết Đại hội Đảng XII nêu rõ: "Lấy mục tiêu xây dựng một nước Việt Nam hòa bình, độc lập, thống nhất, toàn vẹn lãnh thổ, "dân giàu, nước mạnh, dân chủ, công bằng văn minh" làm điểm tương đồng; tôn trọng những điểm khác biệt không trái với lợi ích chung của quốc gia – dân tộc; đề cao tinh thần dân tộc, truyền thống yêu nước, nhân nghĩa, khoan dung để tập hợp, đoàn kết mọi người Việt Nam ở trong và ngoài nước"

### Sự kiện của Việt Nam
Nhiều sự kiện liên quan đến chủ quyền của Việt Nam và mối quan hệ giữa Việt Nam và Hoa Kỳ đã làm thay đổi cách nhìn về vấn đề hòa giải-hòa hợp của nhiều thế hệ người Việt trong và ngoài nước.
- Năm 2007, Chính quyền Việt Nam ra Quy chế miễn thị thực cho người Việt Nam ở nước ngoài[45]
- Trong chuyến thăm cộng đồng người Việt tại Mỹ năm 2012, Thứ trưởng Bộ ngoại giao Nguyễn Thanh Sơn công khai kêu gọi đối thoại với những người được xem là vẫn chống đối Nhà nước Việt Nam. Sau đó, Chính phủ Việt Nam nhiều lần đưa người Việt ở nước ngoài đến thăm Trường Sa.[46]
- Ngày 27/4/2014, chính phủ Việt Nam tổ chức cho đoàn kiều bào đến viếng Nghĩa trang liệt sĩ Bình Dương và Nghĩa trang nhân dân Bình An (nghĩa trang quân đội Biên Hòa thời Việt Nam Cộng hòa). Trong chuyến viếng thăm này, Thứ trưởng Bộ Ngoại giao Nguyễn Thanh Sơn chỉ vào tấm bia mộ cũ mang tên hạ sĩ Hà Hữu Lộc, Tiểu đoàn 4, Trung đoàn 43 rồi nói: "Bia mộ vẫn còn nguyên phiên hiệu, đơn vị…Những ngôi mộ thế này xây từ ngày xưa có ai phá đâu. Chân lý ở đâu, sự thật ở chỗ nào khi các anh cứ hô hào, kêu gọi chống cộng, nói rằng cộng sản không làm gì cho nghĩa trang. Trong khi đồng đội quý vị nằm đây, một cent quý vị cũng không đóng góp. Nếu đất nước không có đại đoàn kết thì những ngôi mộ kia có còn những tấm bia nguyên vẹn như vậy không ?"[47]
- Hàng năm, Chính quyền trong nước thường tổ chức chương trình Xuân Quê hương, bắt đầu từ năm 2008 để kêu gọi và khuyến khích tình yêu nước trong Cộng đồng người Việt ở nước ngoài. Trong Chương trình, bà con Việt kiều khi về nước sẽ được giới thiệu và tận mắt chứng kiến tình hình trong nước. Ngoài các chương trình trong đất liền, bà con Việt kiều cũng được ra thăm các đảo của Việt Nam trên biển.[48][49][50]

Chương trình "Trại hè dành cho thanh thiếu niên người Việt ở nước ngoài" là một chương trình giao lưu văn hóa thường niên giữa thanh thiếu niên người Việt ở nước ngoài và Tổ quốc Việt Nam. Tính đến năm 2017, Chương trình đã tổ chức được 12 lần. Ủy ban người Việt ở nước ngoài, Bộ Ngoại giao là đơn vị chủ trì tổ chức Chương trình này cùng với sự phối hợp với các Bộ, ngành, địa phương khác nhau. Mục đích của chương trình là tạo kết nối giữa thanh thiếu niên người Việt ở nước ngoài với quê hương Việt Nam. Một trong các hoạt động quan trọng là giao lưu văn hóa, tìm hiểu lịch sử, con người của quê hương Việt Nam. Trại hè là dịp để thanh thiếu niên Việt kiều gặp gỡ lẫn nhau và gặp gỡ thanh thiếu niên trong nước, giao lưu bằng tiếng Việt, tìm hiểu lịch sử, văn hoá, phong tục tập quán Quê cha đất Tổ, qua đó nâng cao hiểu biết về đất nước, con người và thế hệ trẻ Việt Nam, trau dồi tình cảm quê hương, khơi gợi những hoạt động hướng về đất nước.
- 2004: Thăm Hạ Long
- 2005: Đền Hùng, Hạ Long, Cố đô Huế, Hội An, Thánh địa Mỹ Sơn, địa đạo Củ Chi TPHCM[56]
- 2007: Hà Nội, Phú Thọ, Quảng Ninh, Đà Nẵng, Thành phố Hồ Chí Minh[57][58]
- 2008: Thành phố Hồ Chí Minh, Cần Thơ[59]
- 2009: Với chủ đề "Miền Đông đất đỏ" tại TP Hồ Chí Minh, Bình Dương và tỉnh Bà Rịa – Vũng Tàu[60]
- 2010: Với chủ đề: "Tìm về cội nguồn" tại Hà Nội, TP Hồ Chí Minh, Tiền Giang, Cần Thơ, Đà Nẵng, Bến Tre[61][62][63]
- 2011: tại Hà Nội, Thành phố Hồ Chí Minh và tỉnh Bình Thuận[64][65]
- 2012: Với chủ đề: "Tự hào hai tiếng Việt Nam" tại Hà Nội, Ngã Ba Đồng Lộc, Nghệ An, Côn Đảo[66][67]
- 2013: Với chủ đề "10 năm tiếng gọi cội nguồn" tại Hà Nội, Phú Thọ, Hà Giang, Thanh Hóa, Huế, Đà Nẵng, Quy Nhơn, TP Hồ Chí Minh và Cà Mau… trong đó có hoạt động dâng hương tại Đền Hùng, Thắp nến tri ân tại nghĩa trang Vị Xuyên (Hà Giang), Dự Lễ tưởng niệm anh linh các anh hùng, liệt sỹ; Tham quan cột mốc biên giới tại cửa khẩu Thanh Thủy (Hà Giang), Tham quan Bảo tàng Tỉnh Hà Giang, Tham quan Khu di tích Hồ Chí Minh (Lăng Bác, Chùa Một Cột); thăm Văn Miếu-Quốc Tử Giám, giao lưu với thanh niên Thanh Hóa tại Sầm Sơn: đốt lửa trại, văn nghệ... Dâng hương Đền thờ Quang Trung, tham quan Bảo tàng Quang Trung (Quy Nhơn)…[68]
- 2016: Với chủ đề "Tuổi trẻ kiều bào với di sản văn hóa dân tộc"
- 2017: Với chủ đề: "Tuổi trẻ kiều bào tự hào về đất phương Nam" tại TP. Hồ Chí Minh, Tiền Giang, Đồng Tháp, An Giang, Kiên Giang, Cần Thơ, Bạc Liêu, Sóc Trăng, Cà Mau.[69]
- 2018: Với chủ đề: "15 năm nối vòng tay lớn" tại 11 địa phương ở cả ba miền Bắc – Trung – Nam với sự tham gia của 120 đại biểu, tuổi từ 16-24 (62 nam, 58 nữ) về từ 29 quốc gia thuộc 4 châu lục (châu Á: 11; châu Âu: 16; châu Mỹ: 2, châu Phi: 1). Cụ thể là kiều bào ở các nước: Algérie, Anh, Áo, Ấn Độ, Ba Lan, Bỉ, Bungary, Kazakhstan, Campuchia, Canada, Qatar, Đức, Hungary, Indonesia, Lào, Litva, Malaysia, Mỹ, Nga, Nhật Bản, Phần Lan, Romania, Czech, Slovakia, Tây Ban Nha, Thái Lan, Trung Quốc, Ukraina, Italy.[70][71]

Theo Thứ trưởng Ngoại giao Việt Nam, Nguyễn Phú Bình: "Với các hoạt động phong phú, bổ ích như tham quan di tích lịch sử, du lịch, thăm các làng nghề truyền thống, các cơ sở kinh tế, nhà máy, xí nghiệp hiện đại và giao lưu với thanh niên địa phương các tỉnh Phú Thọ, Hải Dương, Quảng Ninh, Huế, Đà Nẵng, Khánh Hoà, Bình Thuận, thành phố Hồ Chí Minh, Vũng Tàu, Tiền Giang…, các bạn trẻ thanh niên Việt Nam ở nước ngoài có dịp thăm lại quê cha, đất Tổ, tận mắt chứng kiến được những thay đổi to lớn về mọi mặt của đất nước... Đặc biệt đây cũng là dịp tốt để thế hệ trẻ thanh thiếu niên ở trong và ngoài nước gặp gỡ, giao lưu với nhau".

### Mối quan hệ giữa Việt Nam – Hoa Kỳ
Bình thường hóa quan hệ ngoại giao Việt Nam – Hoa Kỳ có ảnh hưởng lớn đến vấn đề biến hòa giải hòa hợp dân tộc thành hiện thực vì Hoa Kỳ là một trong những bên tham chiến trực tiếp từ năm 1965 đến năm 1973. Việc bình thường hóa quan hệ giữa hai nước thật sự có tác động vô cùng tích cực và to lớn cho vấn đề này.

## Ủy ban người Việt ở nước ngoài, Bộ Ngoại giao
Ủy ban người Việt ở nước ngoài, Bộ Ngoại giao là một trong các cơ quan chuyên trách về công tác người Việt ở nước ngoài bao gồm cả vấn đề hòa hợp, hòa giải dân tộc với người Việt ở nước ngoài thông qua giúp người Việt Nam ở nước ngoài ổn định cuộc sống, hội nhập vào xã hội sở tại, hướng về Tổ quốc; đấu tranh với những hành vi phương hại đến lợi ích chung của dân tộc, cộng đồng và quan hệ hữu nghị hợp tác giữa nước sở tại với Việt Nam cũng như thông tin cho người Việt Nam ở nước ngoài về đường lối, chính sách của đảng Cộng sản và pháp luật của nhà nước Việt Nam, về tình hình chính trị, kinh tế, văn hóa, xã hội của đất nước; hỗ trợ kiều bào giữ gìn tiếng Việt, bản sắc văn hóa và truyền thống dân tộc Việt Nam; hỗ trợ tăng cường các mối giao lưu về kinh tế, văn hóa, thể thao, giáo dục, đào tạo, khoa học, kỹ thuật và công nghệ giữa cộng đồng người Việt Nam ở nước ngoài với đồng bào trong nước cũng như hỗ trợ người Việt Nam ở hải ngoại trong đầu tư, kinh doanh, hợp tác kinh tế, khoa học, kỹ thuật, công nghệ, văn hoá – xã hội ở trong nước để xây dựng tổ quốc Việt Nam chung.